# يوجين ر. سوليفان
يوجين ر. سوليفان (بالإنجليزية: Eugene R. Sullivan)‏ هو قاضي أمريكي، ولد في 2 أغسطس 1941 في سانت لويس في الولايات المتحدة.